# Чапин, Корнелия
Корнелия Ван Окен Чапин (7 августа 1893—4 декабря 1972) — американский скульптор и анималист.

## Биография
Корнелия Ван Окен Чапин родилась в известной светской семье. Её отец был юристом, а мать актрисой. Её сестрой была поэтесса Кэтрин Гаррисон Чапин. Детство провела в Нью-Йорке, где училась в частных школах, она также много путешествовала по Европе. В начале 1920-х годов начала заниматься скульптурой и стала ученицей Гейла Шермана Корбетта. Начала выставляться в 1930 году. В 1934 году училась у Матео Эрнандеса в Париже. Была одной из основательниц Sculptors Guild. В 1936 году стала единственной иностранной и единственной женщиной-скульптором, избранной в Осенний салон. Она также была членом Национального общества скульпторов и Национальной академии дизайна. Состояла в Филадельфийской десятке.
В более поздние годы жила со скульптором Марионом Санфордом в Лейквилле, где и умерла в 1972 году.
Скульптуры Чапин представлены в Смитсоновском национальном зоологическом парке и Риттенхаус-сквер.